# Успение Богородично (Игралище)
Вижте пояснителната страница за други значения на Успение Богородично.
„Успение Богородично“ е българска възрожденска църква в малешевското село Игралище, България, част от Неврокопската епархия на Българската православна църква. Обявена е за паметник на културата.

## История
Църквата е изградена в 1878 година.

## Архитектура
В архитектурно отношение представлява трикорабна псевдобазилика с женско отделение от запад и открит трем на юг. Има апликирани дъсчени тавани с розетки. През 1898 година колоните са изписани с декоративна живопис. Ценни са амвонът, проскинитарият и двата ковани свещника. Иконостасът е голям и сравнително бедно изписан. Царските двери и венчилката са примитивно резбовани. Иконостасните икони в църквата – 30 на брой са изработени през 1883 година от видния представител на Банската художествена школа Симеон Молеров.